# De Schone van Boskoop
De Schone van Boskoop (ondertitel: Van Boskoop tot New York), was een theaterproductie c.q. musical, geproduceerd ter gelegenheid van het 800-jarig bestaan van Boskoop in 2022. De titel verwijst naar de gelijknamige appelras en naar het karakter van het kwekersdorp.
Het door theaterproducent Jean-Paul Karting geproduceerde stuk was gedurende een maand in de zomer van 2022 achttien keer te zien in het Boskoopse Flora Theater. De hoofdrol werd gespeeld door een sterrencast met daarin Ben Cramer, Tess van der Zwet, Frédérique Sluyterman van Loo, Jary Sluijter en Erik Brey.

## Achtergrond
Boskoop staat voor het eerst vermeld in een akte uit 1222. Daarin schenkt graaf Willem I van Holland het kleine Buckeskop, zoals de oude naam van Boskoop toen luidde, aan de Abdij van Rijnsburg, waar door de nonnen de belofte werd gedaan er geen turf te steken, en het dus niet zoals Vinkeveen of Reeuwijk in een plassengebied zou veranderen. 
Er was een grote brand in 1753. 
De eigenlijke geschiedenis van Boskoop zou met fruitteelt beginnen, in het bijzonder de teelt van de Schone van Boskoop. Het plaatsje ontwikkelde zich daarna tot een wereldspeler met sierteelt. Koninklijke families kwamen er op bezoek. Met name Wilhelmina in 1935, overigens zonder prins Hendrik.
Anno 2022 gaan er grote hoeveelheden rozen met hun oorsprong in het inmiddels mondiale sierteeltdorp de wereld rond.
Voor de viering van het 800-jarig bestaan van Boskoop, besloot Jean-Paul Karting bij te dragen met het maken van theater. Hij woonde er toen sinds vijf jaar en was naar eigen zeggen gegrepen door de historie, welke hij met kunst en cultuur wilde verweven. Musicalworld schreef dat het gebrek aan historie van Boskoop, de vormgeving van de musical geenszins stoorde en het zelfs de oplossing bood: "de zoektocht naar het thema wordt het thema, en dus was de ‘Schone van Boskoop’ vooral een stuk over het maken van ‘De Schone van Boskoop’." Het verhaal ging weliswaar over Boskoop, maar had in elke plaats kunnen afspelen omdat de behandelde onderwerpen universeel  interessant en herkenbaar zouden zijn.

## Verhaal
De musical gaat vooral over het maken van ‘De Schone van Boskoop’. Leon (Erik Brey) heeft de lokale journalist (Hanno van der Loo) opgetrommeld voor groot nieuws, om vervolgens niet meer te leveren dan een groepsfoto bij het decorstuk, een enorme appel, en een nonsensverhaal over Boskoopse appels en the Big Apple. Hij raakt zo betrokken in het maakproces. Hij duwt Isabel (Tess Merlot) in de rol van regisseur. Maar als niemand met een idee komt dat de goedkeuring van de anderen kan wegdragen, wordt de Bekende Nederlander (Ben Cramer) ingebracht. Deze worstelt om gezien te blijven en probeert een balans te vinden met de vergankelijkheid van roem. 
Door het stuk heen speelt de persoonlijke verhaallijn van Isabel, die begint met Isabel als klein meisje en haar dominante broer, die de appeloogst binnenhalen. Later in het stuk verschijnt haar broer nog enkele keren, zwijgend als een geest van het verleden. Dat verleden wordt vertegenwoordigd door een stugge, traditionele vader, onuitgesproken gevoelens en erkenning, die veel zeer veroorzaken. Tegelijkertijd probeert Isabel als vrouw een plek te veroveren in een door mannen gedomineerde sector. 

## Varia
Vroeger moesten kwekers letterlijk over de brug komen, om hun geld te halen bij de handelaren. Hieruit is het spreekwoord over de brug komen voortgekomen. Deze zou van Boskoopse origine zijn. Een verwijzing hiertoe wordt in De Schone van Boskoop middels de Boskoopse hefbrug gemaakt. In het musical is het ook een oproep tot verbinding.